# Херман Бертераме
Херман Бертераме (ісп. Germán Berterame; нар. 13 листопада 1998, Вілья-Марія, Аргентина) — мексиканський і аргентинський футболіст, нападник мексиканського клубу «Монтеррей».

## Клубна кар'єра
Вихованець клубу «Сан-Лоренсо». 20 квітня 2016 року в поєдинку Кубка Лібертадорес проти еквадорського «ЛДУ Кіто» Херман дебютував за основний склад. 29 квітня 2017 року в матчі проти «Хімансії Ла-Плата» він дебютував в аргентинській Прімері. Загалом основним гравцем у рідному клубі Херман стати не зумів, тому на початку 2019 року був відданий в оренду у «Патронато».
Влітку 2019 року Бертераме перейшов до мексиканського клубу «Атлетіко Сан-Луїс». У складі цієї команди нападник він став найкращим бомбардиром мексиканської Апертури 2021 року, забивши дев'ять голів разом із Ніколасом Лопесом з «УАНЛ Тигрес».
4 липня 2022 року перейшов у «Монтеррей».

## Міжнародна кар'єра
У 2015 році Бертераме у складі юнацької збірної Аргентини до 17 років взяв участь у юнацькому чемпіонаті Південної Америки у Парагваї. На турнірі він зіграв у 9 матчах і забив 3 голи, здобувши з командою срібні медалі. Цей результат дозволив аргентинцям з Бертераме взяти участь і у юнацькому чемпіонаті світу, що пройшов того ж року в Чилі. На цьому турнірі Херман зіграв у всіх трьох матчах, але аргентинці сенсаційно програли усі матчі і посіли останнє місце у групі.
Після п'яти років виступів у Мексиці Бертераме здобув право виступати за місцеву збірну і отримав мексиканське громадянство. 30 вересня 2024 року Херман вперше був викликаний до збірної Мексики і 16 жовтня дебютував у товариському матчі проти Сполучених Штатів, який завершився перемогою з рахунком 2:0.

## Досягнення
- Найкращий бомбардир чемпіонату Мексики: Апертура 2021